# Monotaxis (poisson)
Pour les articles homonymes, voir Monotaxis.
Genre
Le genre Monotaxis appartient à la famille des Lethrinidae regroupant des espèces de poissons marins.

## Liste des espèces
Selon FishBase (21 octobre 2014), World Register of Marine Species (21 octobre 2014) et ITIS (21 octobre 2014) :
- Monotaxis grandoculis (Forsskål, 1775) - Empereur gros yeux
- Monotaxis heterodon (Bleeker, 1854) - Empereur à nageoires rouges

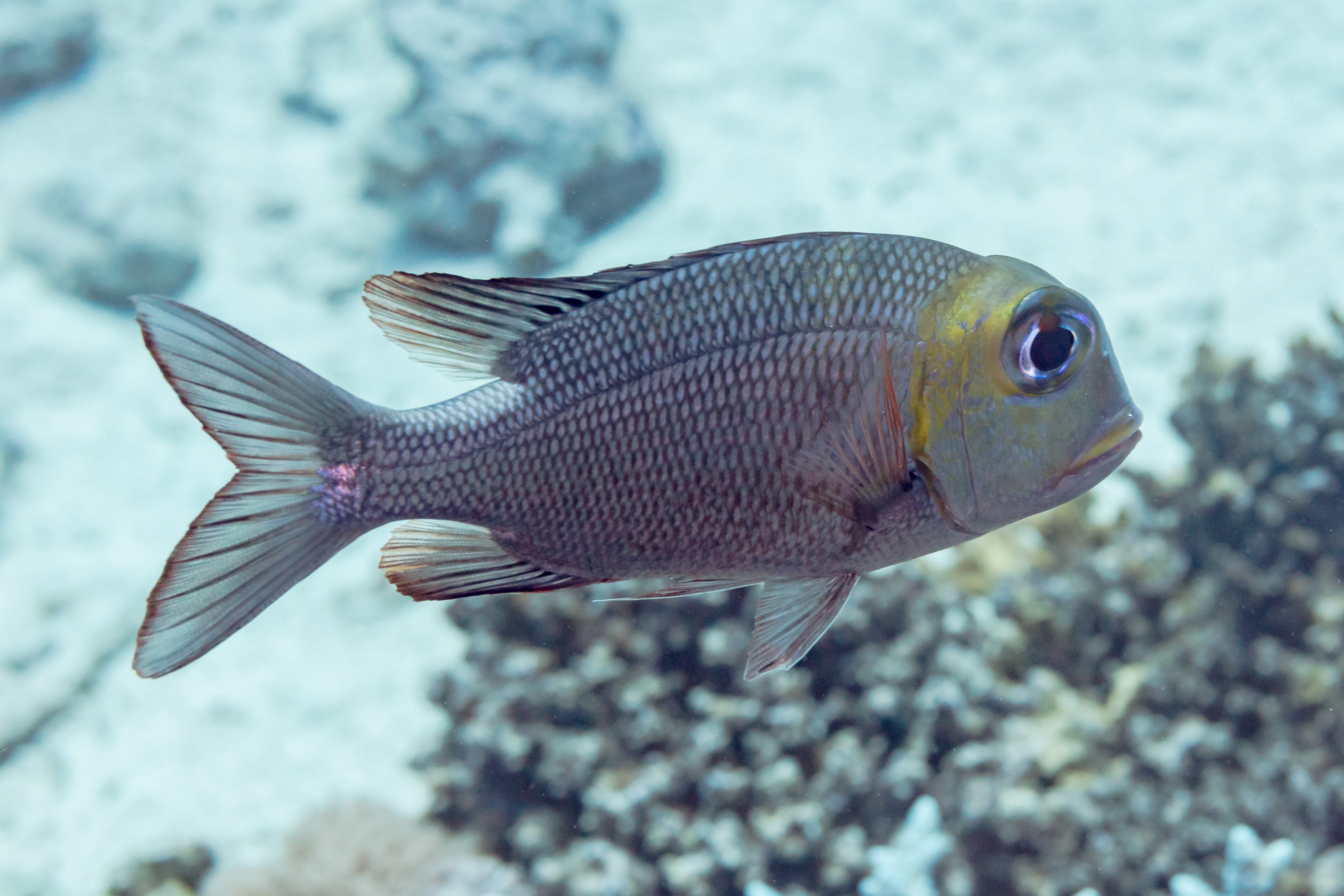
Monotaxis grandoculis
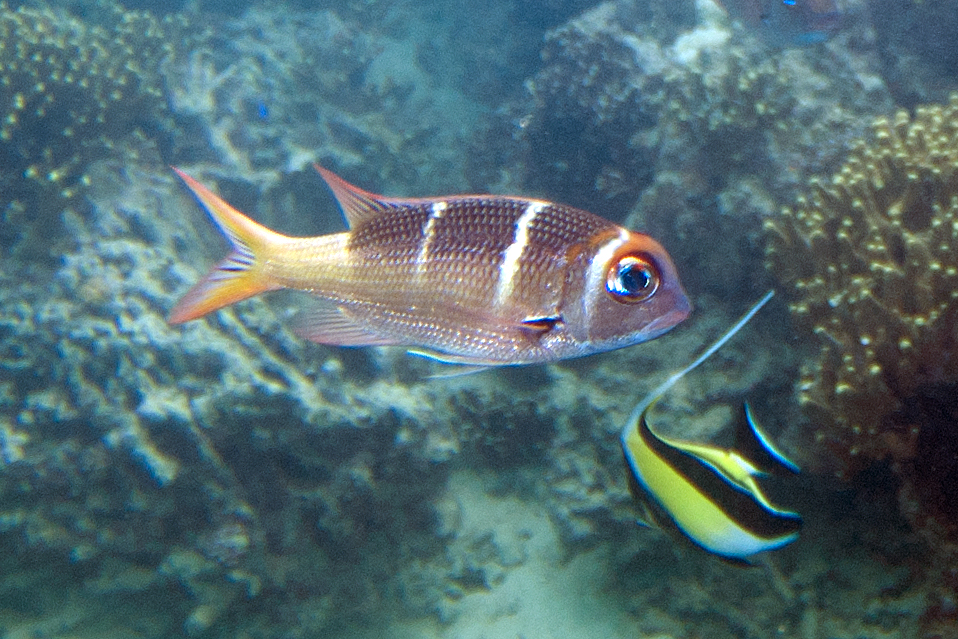
Monotaxis heterodon